# Bariera potencjału
Bariera potencjału – ograniczony obszar (zazwyczaj niewielki), w którym energia potencjalna cząstki (punktu materialnego) jest większa niż w jego otoczeniu.
W mechanice klasycznej cząstka, której energia jest mniejsza od energii, którą miałaby w barierze potencjału nie wejdzie do bariery ani nie przejdzie przez nią (odbije się od bariery). Wejście do bariery wymaga zwiększenia energii cząstki. Cząstka o energii większej od energii w barierze przejdzie ponad nią i nie odbije się.
Mechanika kwantowa przewiduje oddziaływanie każdej bariery na cząstkę, która może wejść w obszar bariery albo odbić się od niej. Współczynnik odbicia i transmisji zależą od parametrów bariery. Przenikanie cząstek przez barierę potencjału, pomimo że według mechaniki klasycznej ich energia jest na to zbyt mała określane jest jako zjawisko tunelowe.
Cząstka o energii większej od wysokości bariery może zostać odbita przez barierę potencjału. Współczynnik odbicia zwykle maleje wraz ze wzrostem energii cząstki.
Zjawisko przenikania cząstek przez barierę potencjału odgrywa bardzo ważną rolę i odpowiada za wiele zjawisk np.: rozpad α jąder atomowych, emisję elektronów z zimnych metali pod wpływem silnego pola elektrycznego (emisja polowa), niektóre reakcje chemiczne.